# 1024
Початок Високого Середньовіччя •  Епоха вікінгів •  Золота доба ісламу •  Реконкіста •  Київська Русь

## Геополітична ситуація
Візантію очолює Василій II Болгаробійця. Конрад II став імператором Священної Римської імперії.
Королем Західного Франкського королівства є, принаймні формально, Роберт II Побожний.
Апеннінський півострів розділений між численними державами: північ належить Священній Римській імперії, середню частину займає Папська область, на південь від Римської області лежать невеликі незалежні герцогства, півдненна частина півострова належать Візантії. Південь Піренейського півострова займає Кордовський халіфат, охоплений міжусобицею. Північну частину півострова займають християнські королівство Леон (Астурія, Галісія), де править Альфонсо V, Наварра (Арагон, Кастилія) та Барселона.
Канут Великий є королем Англії й Данії.
У Київській Русі княжить Ярослав Мудрий. У Польщі править Болеслав I Хоробрий. У Хорватії триває правління Крешиміра III. Королівство Угорщина очолює Стефан I.
Аббасидський халіфат очолює аль-Кадір, в Єгипті владу утримують Фатіміди, в Середній Азії — Караханіди, у Хорасані — Газневіди. У Китаї продовжується правління династії Сун. Значними державами Індії є Пала, Пратіхара, Чола. В Японії триває період Хей'ан.

## Події

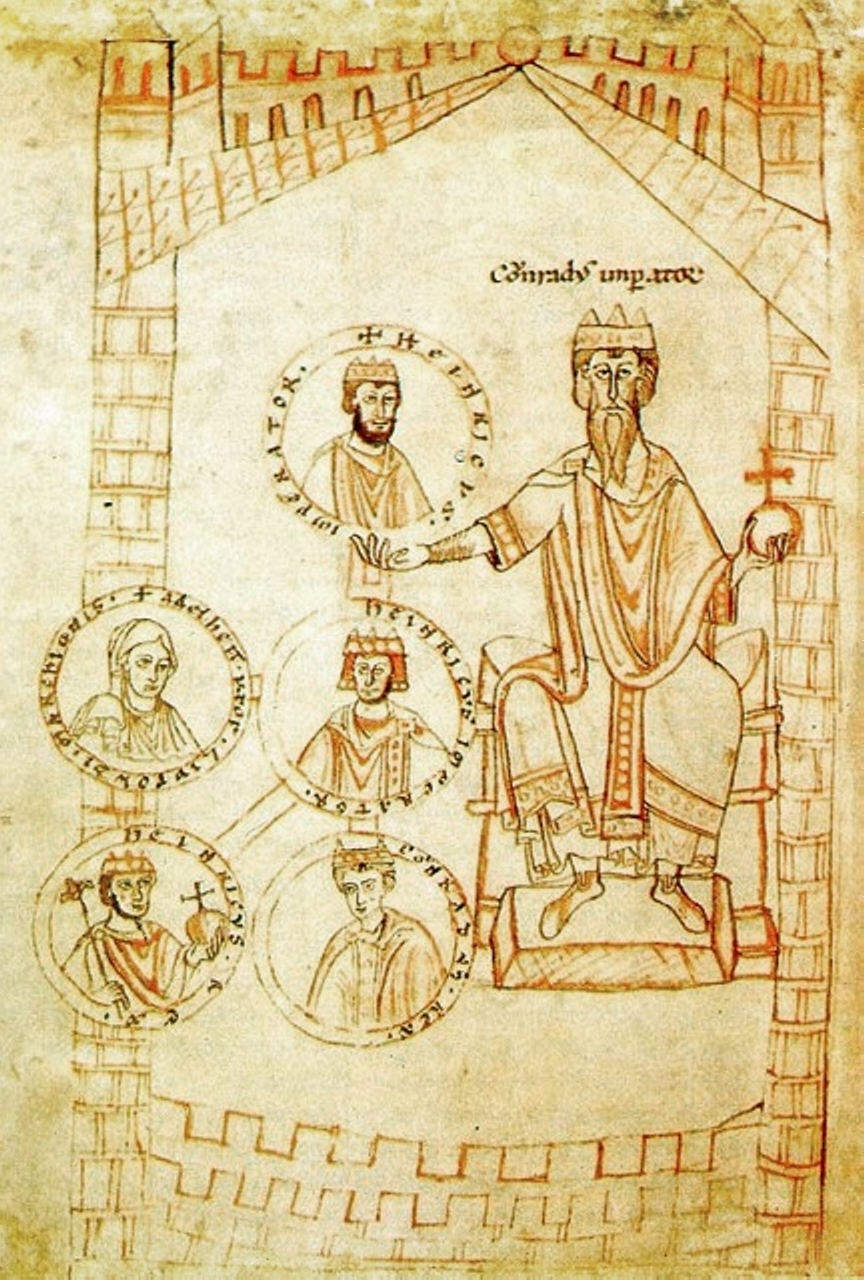
Коронація Конрада II.

- Мстислав Хоробрий завдав поразки Ярославу Мудрому в Листвинській битві і захопив Чернігів.
- У Суздалі спалахнули заворушення язичників[1].
- Після смерті Генріха II Святого імператором Священної Римської імперії став Конрад II, засновник Салічної династії.
- Мешканці Павії здійняли антифеодальне повстання, спалили королівський палац.
- Розпочався понтифікат Івана XIX.
- В Каїрі через посуху, викликану малим розливом Нілу, спалахнуло повстання чорношкірих рабів[2].
- Газневідський султан Махмуд розграбував індуїстський релігійний центр Сомнатх. У вересні він пішов у Балх, щоб дати відсіч загрозі з боку Караханідів.
- Чола напала на Малайський півострів.
- У Китаї династії Сун офіційно запроваджено паперові гроші.

## Померли
- 13 липня — Генріх II Святий, імператор Священної Римської імперії.

## Виноски
1. ↑  Daniel H. Shubin A history of Russian Christianity, Volume 1, Algora Publishing, 2004 (ISBN 978-0-87586-289-7)
2. ↑  Yassine Essid, Alimentation et pratiques de table en Méditerranée, Sfax, 8 et 9 mars 1999, Maisonneuve & Larose, 2000 (ISBN 9782706814648)